# Иванов (Львовская область)
Иванов (укр. Іванів) — село в Хыровской городской общине Самборского района Львовской области Украины.
Население по переписи 2001 года составляло 121 человек. Занимает площадь 0,457 км². Почтовый индекс — 82056. Телефонный код — 3238.

## История
В 1946 году указом ПВС УССР село Янов переименовано в Иванов.